# Tambuco
Tambuco es un ensamble de ellos  que interpreta música académica contemporánea procedente de México. Fundado en 1993, han sido acreedores de distintos premios y distinciones a nivel mundial, entre ellos nominaciones a Premios Grammy y el premio Japan Foundation Award for Arts and Culture. Su nombre refiere a la obra homónima del compositor mexicano Carlos Chávez. Medios especializados como la revista Gramophone o el crítico musical Bernard Holland han destacado su trayectoria, en tanto han logrado colocar música de concierto hecha por compositores mexicanos en distintas salas de concierto de primer orden.

## Historia
El ensamble fue integrado en 1993 con cuatro percusionistas mexicanos. Entre los objetivos del ensamble es la creación e interpretación de piezas de los siglos XX y XXI relacionadas con la percusión, por lo que en sus diferentes discos han incluido una gran variedad de tambores de distintos grosores y orígenes (bombos, tarolas, contratiempos, güiros, teponaxtlis, africanos), platillos, campanas, xilófonos (marimbas, vibráfonos) así como la experimentación sobre la intervención de texturas, materiales u objetos de los cuales sea posible derivar sonido. Además, buscan que la música de concierto mexicana contemporánea sea interpretada en diversas latitudes.
Se han presentado en salas de los cinco continentes y en prácticamente todas las salas de concierto importantes de México. Además de su labor como ensamble, Tambuco ha colaborado como ensamble solista con artistas como Eduardo Mata, Keiko Abe, Kronos Quartet, The Michael Nyman Band, la Orquesta Filarmónica de la Ciudad de México, entre muchos otros.

## Miembros
- Ricardo Gallardo (director artístico)
- Alfredo Bringas
- Raúl Tudón
- Miguel González

## Discografía
- 1995: Tambuco
- 1996: Música japonesa para percusiones
- 1997: Rítmicas
- 2012: Kailash
- Carlos Chávez Chamber Works vol. I
- World Premiere Recordings
- 2004: Serie Iberoamericana Vol. I: Colombia
- 2005: Carlos Chávez Chamber Works vol. III
- 2007: Serie Iberoamericana Vol. I: España
- 2009: William Kraft Encounters
- 2016: Café Jegog (grabado en Japón)
- 2022: Ramona. Soundtrack Original de la Telenovela "Ramona" (2000)